# Борки (Дятловский район)
Бо́рки (бел. Боркі) — деревня в Дворецком сельсовете Дятловского района Гродненской области Белоруссии. По переписи населения 2009 года в Борках проживало 62 человека.

## Этимология
Название деревни образовано от корня «бор» — сосновый лес.

## География
Борки расположены в 30 км к юго-востоку от Дятлово, 177 км от Гродно, 9 км от железнодорожной станции Выгода.

## История
В 1886 году Борки — усадьба в Роготненской волости Слонимского уезда Гродненской губернии (винокуренный завод, водяная мельница).
Согласно переписи населения 1897 года Борки — деревня тех же волости, уезда и губернии (29 домов, 234 жителя, рядом находилась усадьба). В 1905 году численность населения деревни составила 235 жителей, усадьбы — 24 жителя.
В 1921—1939 годах Борки находились в составе межвоенной Польской Республики. В 1923 году в Борках имелось 49 хозяйств, проживало 293 человека. В сентябре 1939 года Борки вошли в состав БССР.
В 1996 году Борки входили в состав Роготновского сельсовета и совхоза «Роготно». В деревне насчитывалось 69 хозяйств, проживало 145 человек.
В 2013 году деревня была передана из упразднённого Роготновского в Дворецкий сельсовет.

## Достопримечательности
- Усадьба. Построена в начале XX века[2].